# Ruszkowo (powiat koniński)
Ruszkowo – wieś w Polsce położona w województwie wielkopolskim, w powiecie konińskim, w gminie Wierzbinek.
Do końca 2015 roku miejscowość nosiła nazwę Ruszkowo-Parcel.
W XIX w. miejscowość należała do rodziny Morzyckich, od 1835 roku mieszkał w niej Antoni Morzycki. Do 1954 roku istniała gmina Ruszkowo.
W latach 1975–1998 miejscowość należała administracyjnie do województwa konińskiego.
W okolicach wsi występują gleby należące do kompleksu żytniego dobrego. W gminnej ewidencji zabytków ujęta jest murowana kapliczka z 1946.